# بداخلاق‌ها
بداخلاق‌ها (انگلیسی: Brats) یک فیلم کمدی کوتاه آمریکایی به کارگردانی جیمز پروت است که در سال ۱۹۳۰ منتشر شد. از بازیگران این فیلم می‌توان به استن لورل و اولیور هاردی اشاره کرد